# Andreas Thom (Mathematiker)

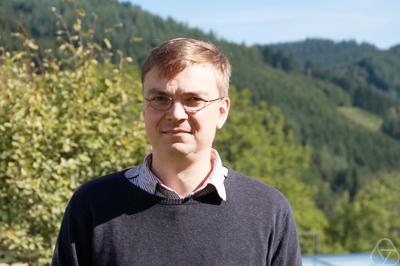
Andreas Thom, 2013

Andreas Berthold Thom (* 10. Dezember 1977 in Dresden) ist ein deutscher Mathematiker, der sich mit Gruppentheorie, Funktionalanalysis und Operatoralgebren befasst.
Thom studierte Mathematik an der TU Dresden und der University of Cambridge. Er promovierte 2003 an der Westfälischen Wilhelms-Universität Münster bei Joachim Cuntz zum Thema Connective E-theory and bivariant homology for C*-algebras. Ab 2007 war er als Juniorprofessor für Geometrische Aspekte der Reinen Mathematik an der Georg-August-Universität Göttingen und ab 2009 als Professor für Theoretische Mathematik an der Universität Leipzig tätig. Seit 2014 ist er Professor für Geometrie an der TU Dresden.
Er gehörte zum Herausgebergremium der Zeitschriften Mathematischen Annalen und Documenta Mathematica und gehört zum Herausgebergremium von Groups, Geometry, and Dynamics. Seine Forschung wurde 2011–2016 mit einem ERC Starting Grant und 2016–2021 mit einem ERC Consolidator Grant gefördert. Thom ist seit 2013 Mitglied der Max-Planck-Gesellschaft und auswärtiges wissenschaftliches Mitglied des Max-Planck-Instituts für Mathematik in den Naturwissenschaften in Leipzig. Seit 2016 ist Thom Mitglied des wissenschaftlichen Beirats des Mathematischen Forschungsinstituts Oberwolfach und der Gesellschaft für Mathematische Forschung e. V.
Seit 2017 ist er einer der wissenschaftlichen Direktoren des Erlebnislandes Mathematik der Technischen Sammlungen Dresden. 2018 war er eingeladener Sprecher auf dem Internationalen Mathematikerkongress in Rio de Janeiro (Finitary approximations of groups and their applications).

## Schriften
- L²-cohomology for von Neumann algebras, Geom. Funct. Anal., Vol. 18, (2008), S. 251–270.
- mit Guillermo Cortinas: Algebraic Geometry of Topological Spaces I, Acta Math. 209 (2012), no. 1, S. 83–131.
- mit Hanfeng Li: Entropy, Determinants, and L²-Torsion, J. Amer. Math. Soc. 27 (2014), no. 1, S. 239–292.
- mit Jesse Peterson: Group cocycles and the ring of affiliated operators, Inv. Math., Volume 185, Issue 3 (2011), S. 561–592.